# Charles Swinhoe
El coronel Charles Swinhoe (27 de agosto de 1838, Calcuta - 2 de diciembre de 1923) fue un naturalista y lepidopterólogo inglés, que sirvió en el ejército británico en la India. Fue uno de los ocho fundadores de la Sociedad de Historia Natural de Bombay y uno de los hermanos del famoso naturalista Robert Swinhoe.
A Swinhoe se le encomendó destino en el 56.º Regimiento de infantería en 1855, sirviendo en Crimea y llegando a la India después del Motín de 1857. Cambió a lugarteniente en el 15.º Regimiento de infantería en 1858 y regresó al 56.º Regimiento en 1859, transfiriéndose al Cuerpo de Estado Mayor de Bombay ese mismo año. Estuvo en Kandahar con Lord Roberts en 1880, donde recolectó 341 aves que fueron descritas en The Ibis (1882: 95-126). Fue ascendido a teniente coronel en 1881 y coronel en 1885.
Swinhoe era un shikari (cazador) entusiasta y llegó a matar a entre 50 y 60 tigres. También fue miembro de la British Ornithologists' Union y contribuyó con documentos a The Ibis sobre las aves del sur de Afganistán y el centro de la India, y donó 300 pieles de aves de cada país al Museo Británico. Mientras estuvo en Mhow, colaboró con el teniente H. E. Barnes en las aves del centro de la India. (Ibis 1885: 62-69, 124-138) Recolectó insectos, principalmente lepidópteros de los distritos de Bombay, Poona, Mhow y Karachi. Tenía una de las colecciones más grandes de lepidópteros de la India en ese momento (40.000 especímenes de 7000 especies y 400 nuevas especies descritas por él), y completó la Lepidoptera Indica después de la muerte de Frederic Moore en 1907. También publicó en los Anales y Revista de Historia Natural. También escribió Una revisión de los géneros de la familia Liparidae que cubría 1130 entradas y publicó un Catálogo de las polillas de la India (Calcuta, 1887–89) con E. C. Cotes. 
Después de la jubilación, se estableció en Oxford y recibió una maestría honorífica por su trabajo en entomología. La Sociedad Entomológica de Francia lo convirtió en miembro honorífico.